# بخش ری-بوئی
بخش ری-بوئی (به انگلیسی: Ri-Bhoi district) یک منطقهٔ مسکونی در هند است که در مگالایا واقع شده‌است. بخش ری-بوئی ۲٬۳۷۸ کیلومتر مربع مساحت و ۲۵۸٬۸۴۰ نفر جمعیت دارد.